# Isomaltol
Isomaltol is een organische verbinding met als brutoformule C6H6O3. Isomaltol is een natuurlijk voorkomend furaan dat ontstaat door enzymatische degradatie van zetmeel.